# Formylation

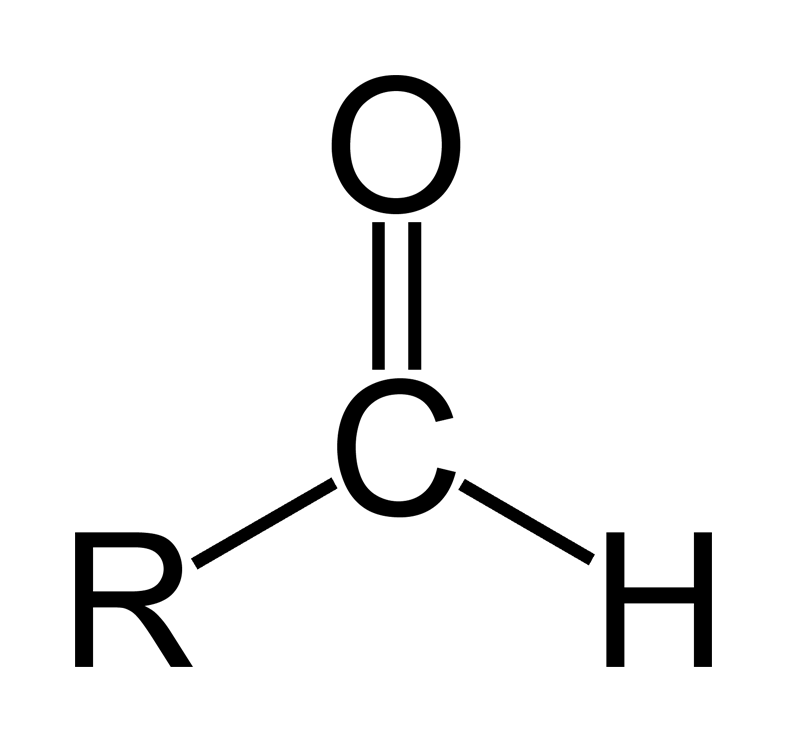
Groupe formyle

La formylation est une réaction organique dans laquelle un composé organique est substitué par un groupe formyle (-CH=O), menant à la synthèse d'un aldéhyde. En biochimie, la formylation de l'extrémité N-terminale est une partie importante de la synthèse peptidique chez les eubactéries.

## Différentes réactions
Parmi les formylations aromatiques par substitution électrophile aromatique, on trouve :
- l'acylation de Friedel-Crafts
- l'hydroformylation
- la réaction de Vilsmeier-Haack entre le diméthylformamide et le trichlorure de phosphoryle
- la réaction de Duff ou la réaction de Sommelet à partir de l'hexamine
- la réaction de Gattermann-Koch à partir de monoxyde de carbone et d'acide chlorhydrique
- la synthèse de Gattermann sur les cyanures anioniques
- la réaction de Reimer-Tiemann à partir de chloroforme
- la formylation de Rieche du dichloro(méthoxy)méthane

## Exemple de réaction
Un exemple de réaction de formylation est l'acylation de Friedel-Crafts :
La seule façon d'obtenir un aldéhyde par cette réaction est d'utiliser un halogénure de l'acide formique  — le seul halogénure suffisamment stable étant le fluorure de  formyle — ou un mélange de monoxyde de carbone et d'acide halogénohydrique comme HF ou HCl (synthèse de Gattermann). Cette réaction est plus simple à mettre en place avec des dérivés d'acide à chaine carbonée plus longue, mais dans ce cas on synthétise une cétone.